# 王家貞
王家貞（1957年7月8日—），中華民國政治人物，中國國民黨籍，現任臺南市議員，亦曾任省轄市時期臺南市議員。2023年，獲得國民黨徵召參選臺南市第五選舉區立法委員，後因其偽造文書罪仍在緩刑不符參選資格。

## 早年
王家貞出生於臺南市。她擁有國立政治大學西洋語文學系學士學位。從政前，曾任外文秘書，以及學校英語教師。

## 政治生涯

### 臺南市議員
1994年成為新黨在南臺灣首位市議員，問政議題多偏重教育文化與監督市府的公共政策。首次參選獲一千餘票，以婦女保障名額當選；1998年第14屆因黨內初選落敗而違紀參選，遭新黨註銷黨籍，獲得兩千餘票連任市議員，後加入親民黨；2004年有意爭取親民黨提名參選立法委員，後放棄由親民黨提名高思博參選；2005年時競選連任，多出前兩屆兩千餘票以5,310票連任。2007年加入中國國民黨，親民黨當時在各縣市僅存的議會黨團掛零。
王家貞在2010年臺南縣市合併後首屆市議員選舉中成為落選頭。

### 行政院聯合服務中心
落選後，王家貞將生活重心轉向家庭，並曾在成大醫院擔任志工。2013年5月27日，她接任行政院雲嘉南區聯合服務中心副執行長，與詹澈共同任職。。她任職至2014年3月，由前臺南市議員姜滄源繼任。

### 重返市議會
王家貞2014年再度參選臺南市議員。她原本僅擔任國民黨臺南市長候選人，國立臺南大學校長黃秀霜的幕僚，受到其風範所感動之下，亦投身選舉。黃秀霜最終落選，王家貞則重新當選市議員。

### 助理費事件
2021年3月，王家貞被控涉嫌詐領助理費，遭臺南檢調單位搜索偵辦。
臺南地檢署調查後發現，王家貞是因兩名助理積欠信用卡債務遭強制扣薪，所以與服務處主任高報其他助理薪資，再將差額轉二人，並無中飽私囊，因此不構成貪污。台南地院審理後依偽造文書罪判兩人各7月徒刑，均宣告緩刑2年。
2023年，王家貞仍在緩刑期間，依法不得登記參選公職。她卻代表中國國民黨登記2024年立法委員選舉。王家貞認為選罷法違憲，她隨後向臺北高等行政法院聲請假處分，要求暫列候選人名單；而臺南地檢署也聲請撤銷其緩刑宣告，均遭駁回。
2023年12月15日，中央選舉委員會認定王家貞因犯刑法第214條之罪，且尚在緩刑期間，依公職人員選舉罷免法第26條第9款規定，不得參選。

## 個人生活
王家貞的夫婿景鴻鑫是國立成功大學航空太空工程學系教授，兩人育有2子1女。2010年10月14日，夫妻兩人共同發表著作《孩子，謝謝你：一個父親的懺悔》，書中講述嚴厲的教養模式造成之親子關係裂痕。

## 選舉紀錄
| 年度 | 選舉屆數               | 選舉區             | 所屬政黨   | 得票數 | 得票率 | 當選標記 | 備註                                                         |
| ---- | ---------------------- | ------------------ | ---------- | ------ | ------ | -------- | ------------------------------------------------------------ |
| 1994 | 第十三屆臺南市議員選舉 | 臺南市第一選舉區   | 新黨       |        |        |          |                                                              |
| 1998 | 第十四屆臺南市議員選舉 | 臺南市第一選舉區   | 無黨籍     | 2,468  | 3.84%  |          |                                                              |
| 2002 | 第十五屆臺南市議員選舉 | 臺南市第一選舉區   | 親民黨     | 2,903  | 5.06%  |          |                                                              |
| 2005 | 第十六屆臺南市議員選舉 | 臺南市第一選舉區   | 親民黨     | 5,310  | 6.81%  |          |                                                              |
| 2010 | 第一屆臺南市議員選舉   | 臺南市第十四選舉區 | 中國國民黨 | 8,741  | 9.33%  |          |                                                              |
| 2014 | 第二屆臺南市議員選舉   | 臺南市第十四選舉區 | 中國國民黨 | 9,691  | 11.19% |          |                                                              |
| 2018 | 第三屆臺南市議員選舉   | 臺南市第十選舉區   | 中國國民黨 | 14,495 | 16.60% |          |                                                              |
| 2022 | 第四屆臺南市議員選舉   | 臺南市第十選舉區   | 中國國民黨 | 10,741 | 13.23% |          |                                                              |
| 2024 | 第十一屆立法委員選舉   | 臺南市第五選舉區   | 中國國民黨 | –      | –      | –        | 2021年涉犯助理費案，改以偽造文書罪嫌起訴，仍在緩刑，不得參選 |

## 外部連結
- 王家貞服務網 （页面存档备份，存于）
- 台南市議員資訊網 議員簡介 （页面存档备份，存于）
- 議員好好看 （页面存档备份，存于）